# Pseudomyrmex seminole

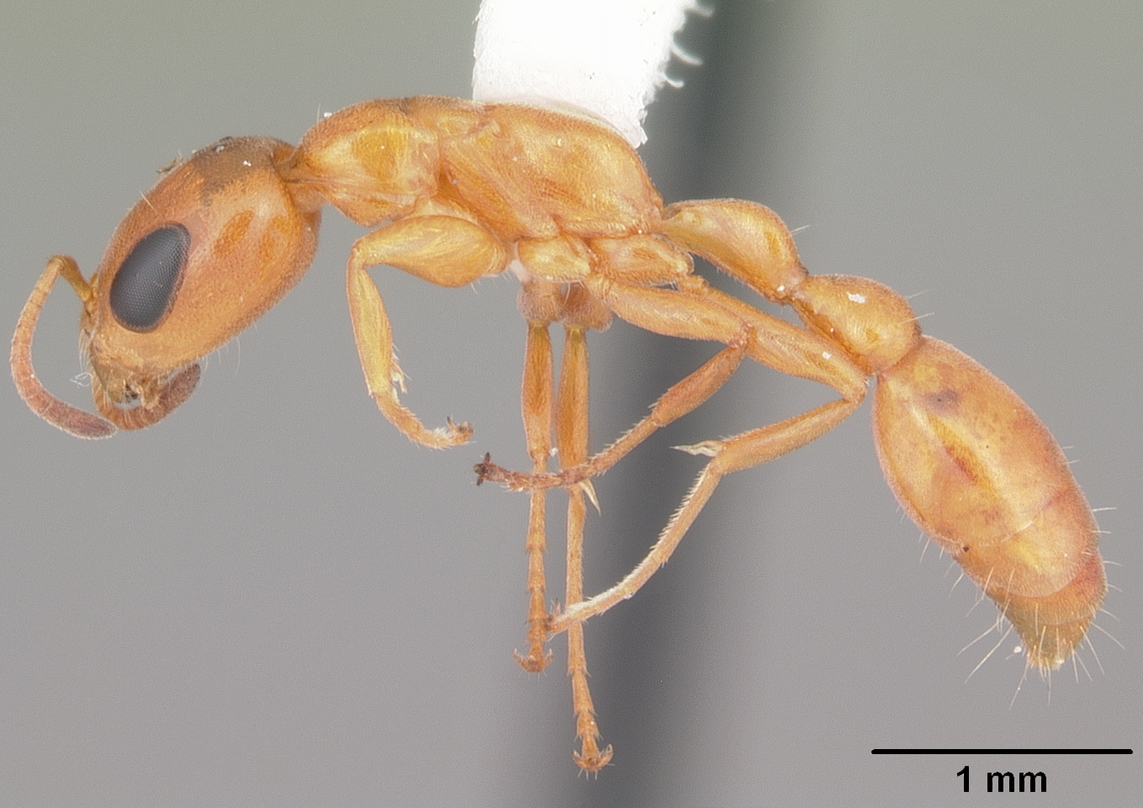
Рабочий муравей Pseudomyrmex seminole, вид сбоку

Pseudomyrmex seminole  (лат.) — вид древесных муравьёв рода Pseudomyrmex из подсемейства Pseudomyrmecinae (Formicidae). Новый Свет.

## Распространение
Северная Америка: Куба, Мексика, США (Ward, 1989, 1993, 1999).

## Описание
Мелкого размера муравьи жёлто-оранжевого цвета (4-5 мм; самцы тёмные). Длина головы (HL) 0,98-1,16 мм, ширина головы (HW) 0,87-0,96 мм. Клипеус в средней части переднего края угловатый. Голова вытянутая, скапус усиков короткий (вдвое короче головы). Отстоящие волоски редкие, на мезонотуме и проподеуме отсутствуют; отстоящие щетинки есть на верхней части головы, переднеспинке, петиоле, постпетиоле и абдоминалдьном тергите IV. Имеют относительно крупные глаза и сильное жало. Тело узкое, ноги короткие. Стебелёк между грудкой и брюшком состоит из двух узловидных члеников (петиоль и постпетиоль). Предположительно, факультативный временный социальный паразит близкого вида древесных муравьёв Pseudomyrmex pallidus.
Живут в полостях живых деревьев и кустарников (Andropogon, Heterotheca subaxillaris, Uniola paniculata (фр.)), с которыми находятся во взаимовыгодных отношениях. В междоузлиях этих растений находили самок Pseudomyrmex seminole вместе с рабочими Pseudomyrmex pallidus. Половые особи и их куколки обнаруживаются почти в каждый из месяцев года.

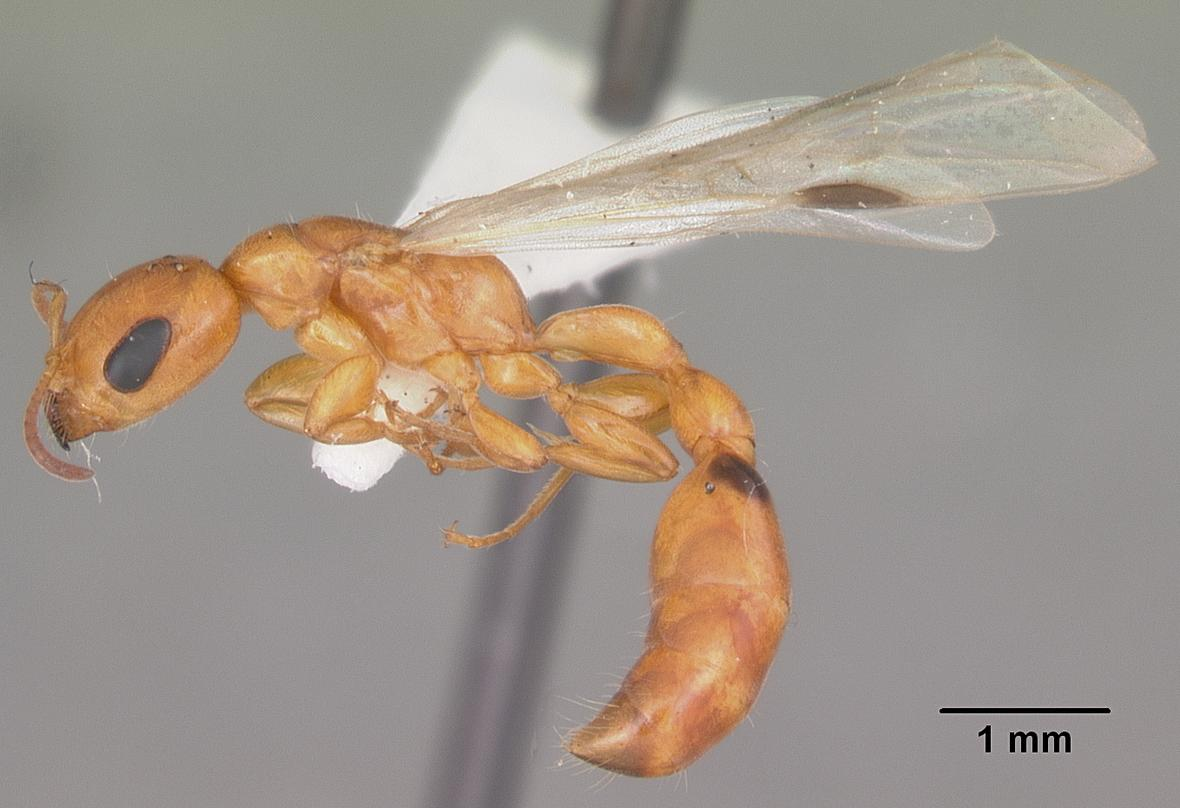
Крылатая самка
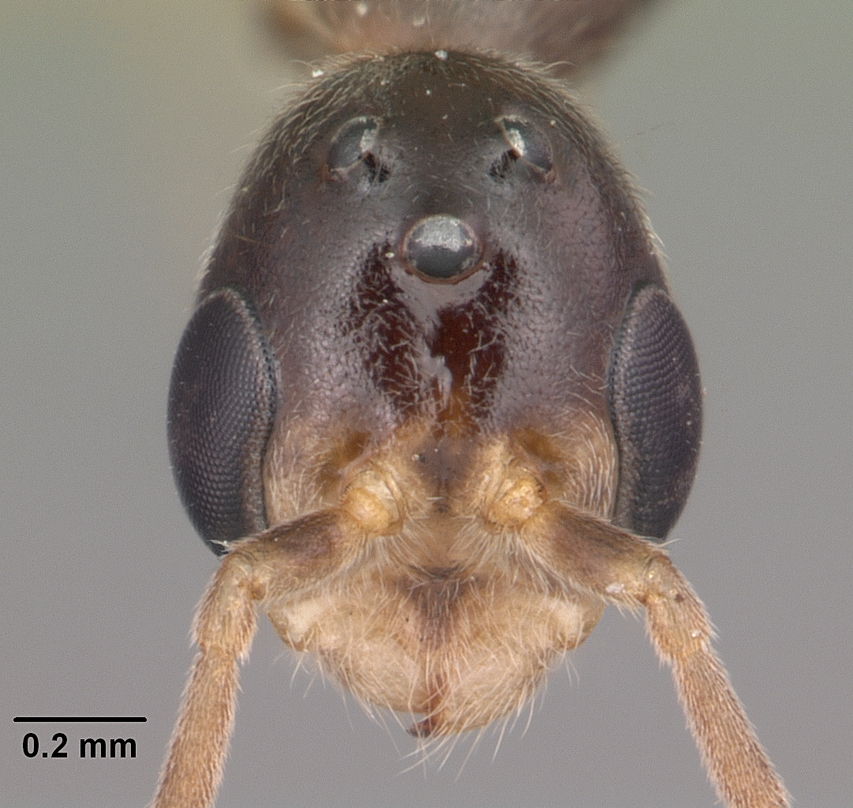
Голова самца
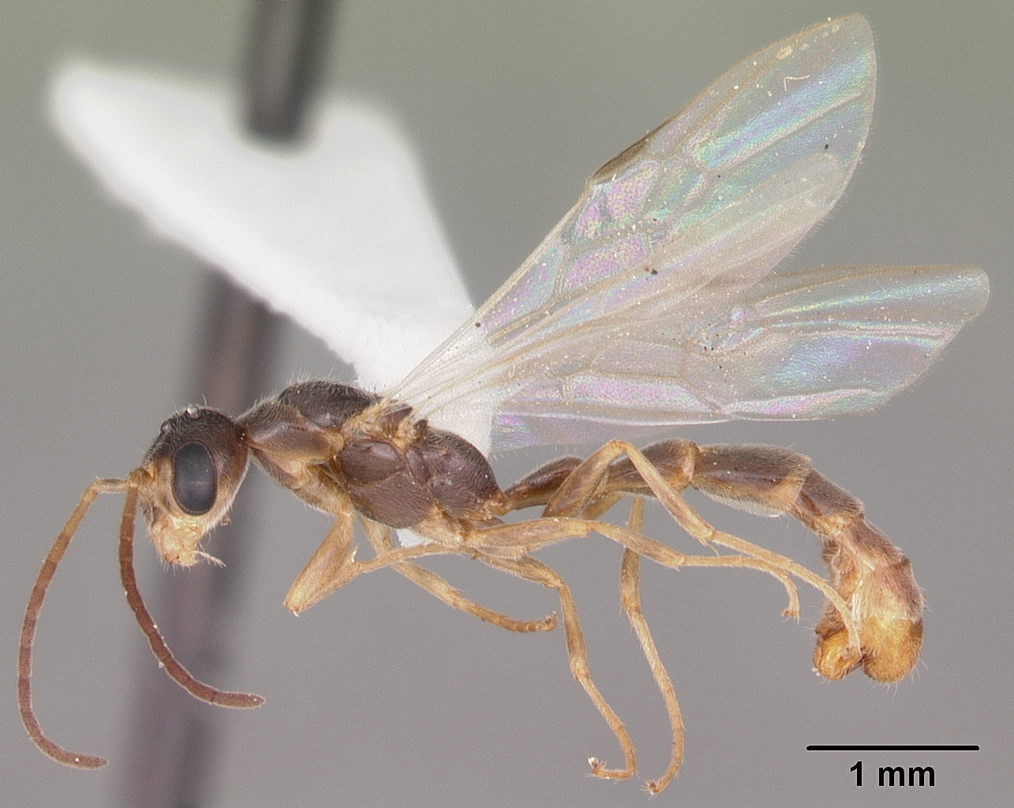
Крылатый самец

## Систематика
Вид был впервые описан в 1985 году американским энтомологом Филипом Уардом (Ward, P. S.), валидный статус подтверждён в 1980-1990-е годы в ходе проведённой им родовой ревизии. Принадлежит к видовой группе pallidus  species group (отличается желтовато-оранжевым цветом, коротким скапусом усиков, тонким петиолем с передним стебельком); близок к виду Pseudomyrmex pallidus, отличаясь строением головы и стебелька: петиоль и постпетиоль P. seminole длиннее и уже, чем у P. pallidus.